# Egon Seefehlner
Egon Hugo Seefehlner (* 3. Juni 1912 in Wien; † 25. September 1997 ebenda) war ein österreichischer Jurist, Redakteur und Intendant.

## Leben und Wirken

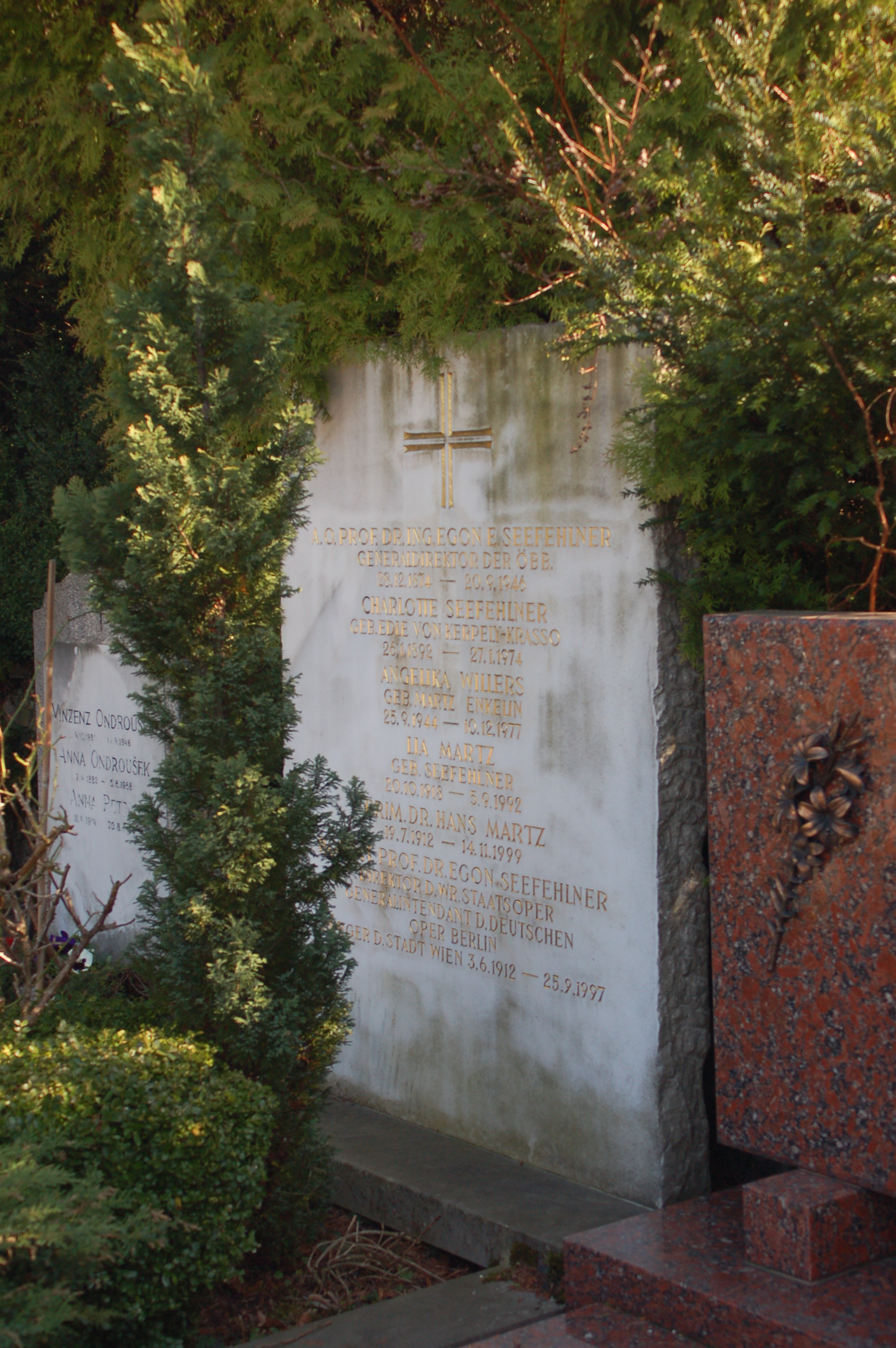
Grabmal von Egon Seefehlner auf dem Neustifter Friedhof

Egon Hugo Seefehlner war der Sohn von Egon Ewald Seefehlner und Charlotte (geborene Kerpely de Krassó). Er studierte zunächst an der Konsularakademie Wien und schloss daran ein Studium der Rechtswissenschaft an. 1937 wurde er zum Doktor der Rechtswissenschaften promoviert.
Von 1938 bis 1943 war er in der Wirtschaftspolitischen Abteilung der AEG in Berlin tätig. Danach kehrte er nach Wien zurück und arbeitete von 1945 bis 1948 als Chefredakteur bei der Kulturzeitschrift Der Turm, ehe er von 1946 bis 1961 Generalsekretär des Wiener Konzerthauses und zusätzlich von 1954 bis 1961 stellvertretender Operndirektor der Wiener Staatsoper war. Als Generalsekretär der Wiener Konzerthausgesellschaft gründete Seefehlner 1949 die Musikalische Jugend Österreichs. Seefehlner amtierte von 1945 bis 1963 zudem als Kulturreferent in der Bundesparteileitung der ÖVP und gleichzeitig als Generalsekretär der von ihm mitbegründeten Österreichischen Kulturvereinigung.
1961 ging Seefehlner erneut nach Berlin und agierte dort zunächst als stellvertretender und von 1972 bis 1976 als Generalintendant der Deutschen Oper. Anschließend war er von 1976 bis 1982 und von 1984 bis 1986 Direktor der Wiener Staatsoper.
Seine ehrenhalber gewidmete Grabstätte befindet sich auf dem Neustifter Friedhof (Gruppe N, Reihe 1, Nummer 44).

## Auszeichnungen
- Komturkreuz des päpstlichen Silvesterordens
- 1972: Österreichisches Ehrenkreuz für Wissenschaft und Kunst I. Klasse
- 1973: Goldenes Ehrenzeichen für Verdienste um das Land Wien
- 1977: Bundesverdienstkreuz
- 1982: Großes Goldenes Ehrenzeichen für Verdienste um die Republik Österreich
- 1982: Ehrenring der Stadt Wien
- 1982: Clemens-Krauss-Medaille
- 1992: Bürger ehrenhalber der Stadt Wien